# Garaż (Rzędkowice)
Garaż lub Schronisko w Rzędkowicach Dolne – schronisko w grupie Skał Rzędkowickich na Wyżynie Częstochowskiej będącej częścią Wyżyny Krakowsko-Częstochowskiej. Znajduje się w skale Okiennik, zwanej też Turnią nad Garażem. Administracyjnie należy do miejscowości Rzędkowice w województwie śląskim, w powiecie zawierciańskim, w gminie Włodowice.

## Opis obiektu
Ogromny otwór schroniska znajduje się u południowo-wschodniej podstawy skały. Ma wysokość 9,5 m i szerokość 8 m (u podstawy). Za otworem znajduje się stopniowo zwężająca się sala o długości 15 m i również stopniowo zmniejszającej się wysokości 12–4 m. Tylko jej tylna część na długości 5 m ma strop. W stropie znajduje się szczelinowaty komin o wysokości 10,5 m, wychodzący drugim otworem w górnej części skały. Ściany sali są bogato rzeźbione i czarne od palonych w niej ognisk, oraz od wycieków. Namulisko złożone z próchnicy, gruzu i dość grubej warstwy popiołu. W niektórych miejscach zostało przekopane. W szczelinach skalnych rośnie kilka okazów zanokcicy skalnej, a przed wejściem rośliny ruderalne.
Powyżej Garażu znajduje się jeszcze jedno schronisko – Okno Rzędkowickie.

## Historia eksploracji i dokumentacji
Schronisko miejscowej ludności znane było od dawna i miało lokalną nazwę Obora. Po raz pierwszy opisał go i sporządził jego plan Kazimierz Kowalski. Nadał mu nazwę Schronisko w Rzędkowicach dolne. Nazwę Garaż podali w 1978 r. M. i J. Kiełkowscy w przewodniku wspinaczkowym. W lutym 1980 r. schronisko zmierzył K. Mazik, on też opracował jego aktualny plan.
Przednia cześć ścian Garażu jest bardzo popularnym obiektem wspinaczki skalnej. Jest na niej 15 dróg wspinaczkowych o trudności od II do VI.6 w skali krakowskiej. Wspinacze opisują je w grupach Turnia nad Garażem II, Garaż II i Garaż III. Większość z nich ma stałe punkty asekuracyjne: ringi (r), pętle (p) i stanowiska zjazdowe (st) lub ring zjazdowy (rz).
Garaż
1. Żylak; 4r + st, VI.4, 14 m
2. Żylaczek; 5r + st, VI.3, 14 m
3. Żyła; 5r + st, VI.2+, 14 m
4. Super żyła; 4r + st, VI.3+, 14 m
5. Szóstka Czoka; 1r, VI+, 17 m
6. Naczynia krwionośne; 5r + st, VI.2, 14 m

Garaż II
1. Lewa rampa; V+, 14 m
2. Memento mori; 4r + st, VI.3, 14 m
3. Rampa; 2r VI.1, 14 m
4. Fritz Haber poleca; 7r + 1s + st, VI.6, 14 m
5. Moce piekielne; 7r + rz, VI.6+, 14 m
6. Cyklon B; VI.3, 15 m
7. Pamiętaj o śmierci Żydów Polaku; 7r + 1p + st, VI.3+, 15 m
8. Wieczny odpoczynek; 7r + st, VI.4+, 14 m
9. Dezynfekcja; 6r + 1p + st, VI.5, 14 m
10. Pamiętaj o śmierci Polaków Żydzie; 7r + 2p + st, VI.3+, 15 m
11. Cyklon A (Krakowska Popelina); VI.1+, 15 m[7].

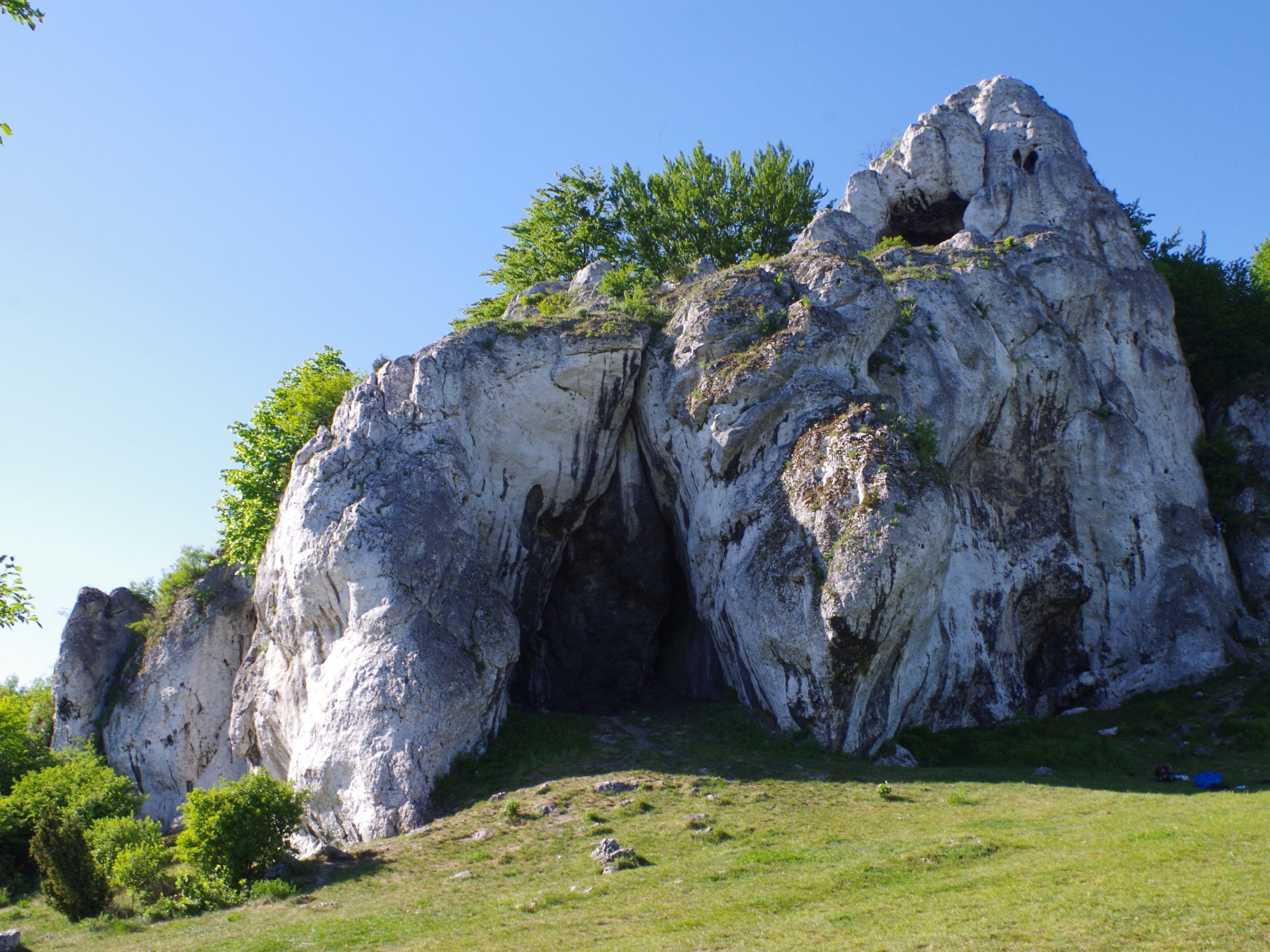
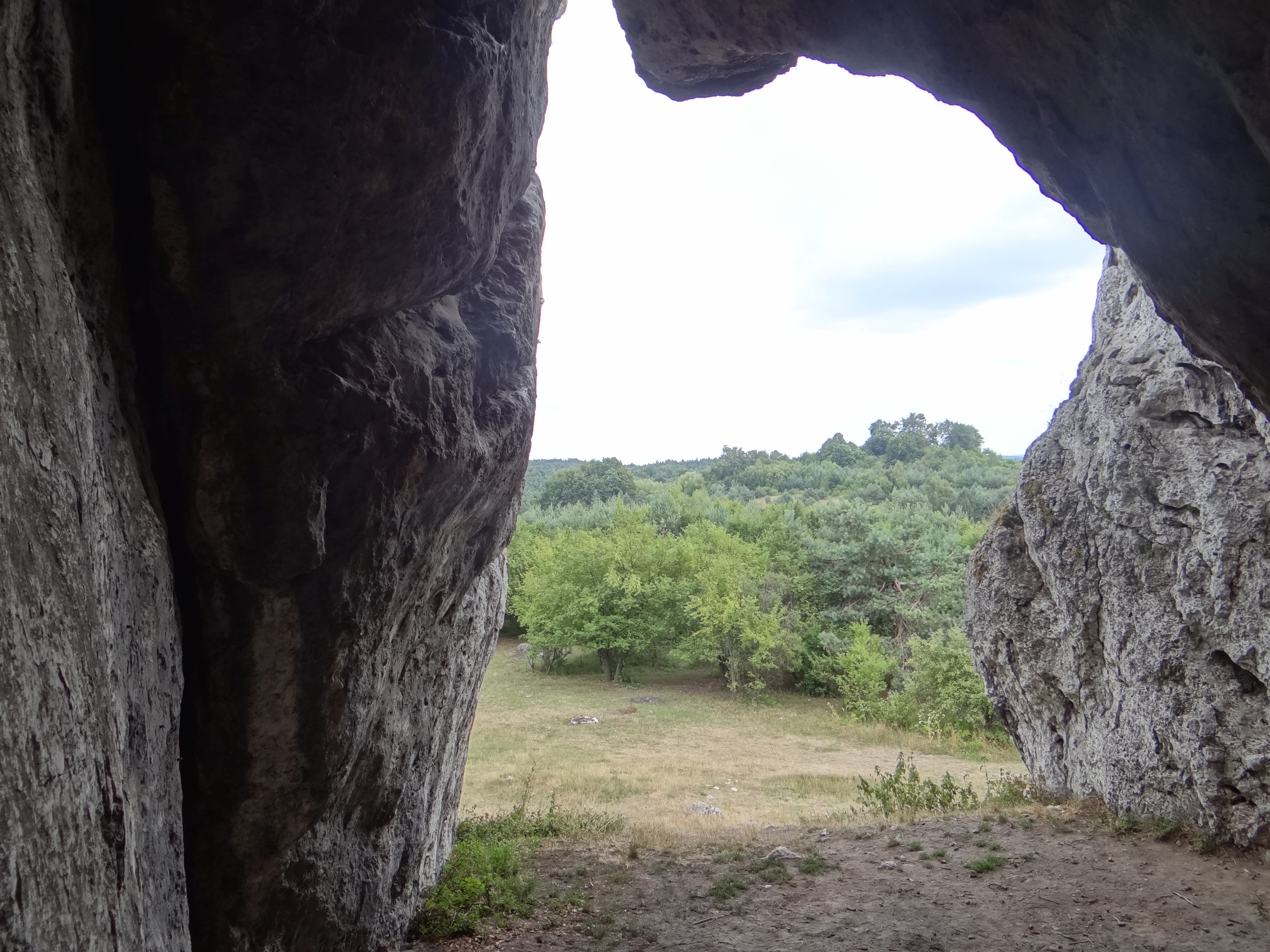
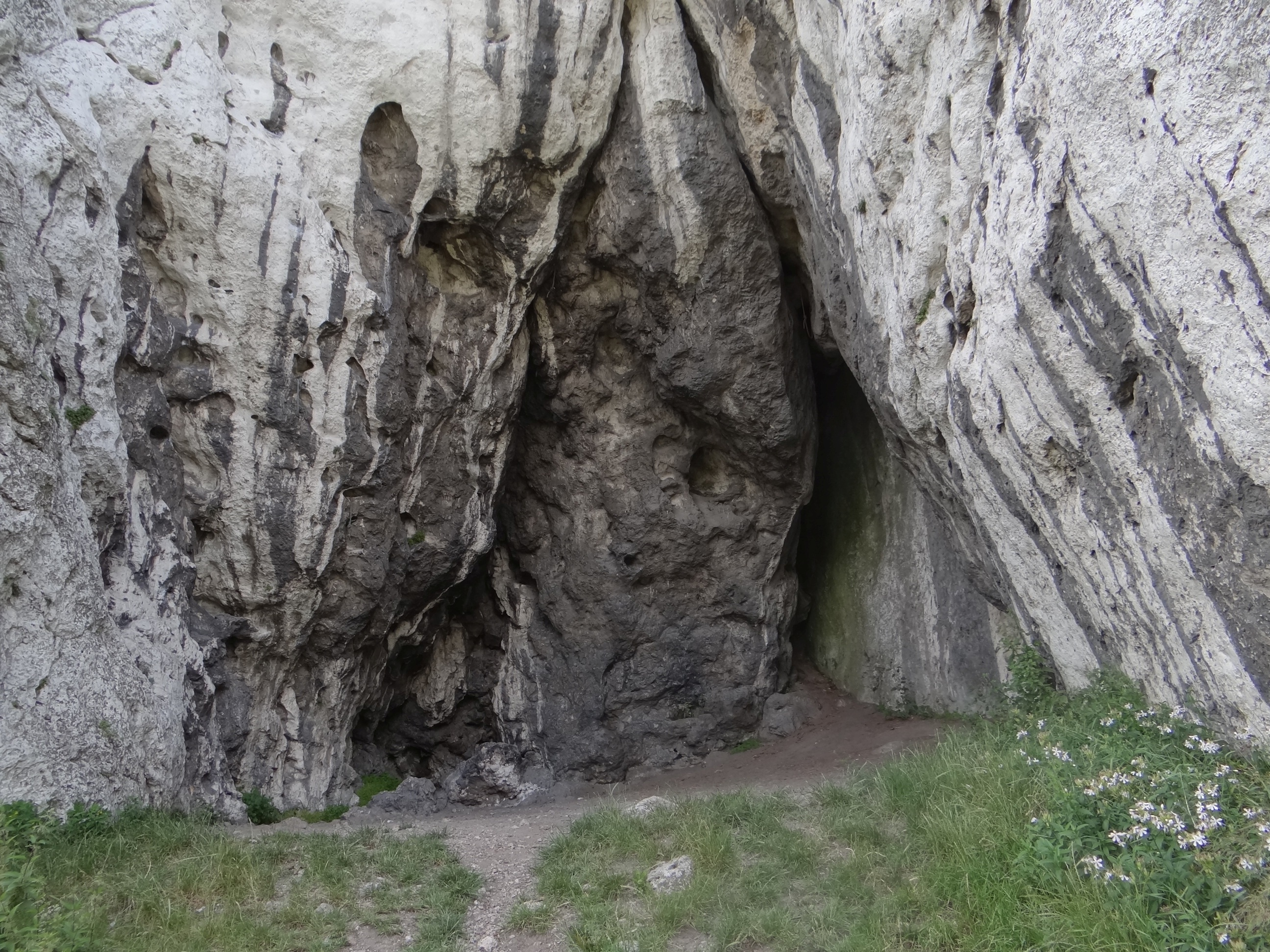